# Sendling-Westpark
Sendling-Westpark est un des vingt-cinq secteurs de la ville allemande de Munich, en Bavière.
Le secteur est divisé administrativement en trois quartiers (Bezirksteile), Mittersendling, Land in Sonne et Am Waldfriedhof.